# Помарія (Південна Кароліна)
Помарія (англ. Pomaria) — місто (англ. town) в США, в окрузі Ньюбері штату Південна Кароліна. Населення — 127 осіб (2020).

## Географія
Помарія розташована за координатами 34°16′7″ пн. ш. 81°25′4″ зх. д. / 34.26861° пн. ш. 81.41778° зх. д. (34.268739, -81.417824).  За даними Бюро перепису населення США в 2010 році місто мало площу 2,71 км², з яких 2,70 км² — суходіл та 0,02 км² — водойми.

## Демографія
Згідно з переписом 2010 року, у місті мешкало 179 осіб у 64 домогосподарствах у складі 50 родин. Густота населення становила 66 осіб/км².  Було 78 помешкань (29/км²).
Расовий склад населення:
| - 61,5 % — білих - 38,0 % — чорних або афроамериканців |

До двох чи більше рас належало 0,6 %. Частка іспаномовних становила 0,6 % від усіх жителів.
За віковим діапазоном населення розподілялося таким чином: 27,4 % — особи молодші 18 років, 60,9 % — особи у віці 18—64 років, 11,7 % — особи у віці 65 років та старші. Медіана віку мешканця становила 41,1 року. На 100 осіб жіночої статі у місті припадало 90,4 чоловіків;  на 100 жінок у віці від 18 років та старших — 75,7 чоловіків також старших 18 років.
Середній дохід на одне домашнє господарство  становив 64 674 долари США (медіана — 70 625), а середній дохід на одну сім'ю — 71 409 доларів (медіана — 76 250). За межею бідності перебувало 3,9 % осіб, у тому числі 0,0 % дітей у віці до 18 років та 4,5 % осіб у віці 65 років та старших.
Цивільне працевлаштоване населення становило 42 особи. Основні галузі зайнятості: виробництво — 19,0 %, освіта, охорона здоров'я та соціальна допомога — 19,0 %, транспорт — 16,7 %.